# リー・シェンロン
リー・シェンロン（英語: Lee Hsien Loong、漢字表記：李顕竜、読み：りけんりゅう、簡体字: 李显龙、繁体字: 李顯龍、1952年2月10日 - ）は、シンガポール共和国の政治家。現在はシンガポール上級相、人民行動党書記長を務めている。第3代首相を歴任。国父リー・クアンユーの息子。

## 経歴
- 1952年 リー・クアンユーの長男としてシンガポールに生まれる
- 1965年 リー・クアンユー政権成立（ - 1990年）
- 1971年 シンガポール軍入隊
- 1974年 軍の奨学金でケンブリッジ大学卒業、軍に復職
- 1978年 アメリカ陸軍指揮幕僚大学・参謀学科に留学
- 1979年 ハーバード大学ケネディ・スクールで修士号取得
- 1981年 国軍統合幕僚運用部長に就任
- 1982年 国軍統合幕僚長に就任
- 1984年
  - 6月 シンガポール軍准将に昇進
  - 9月 軍辞職、国防大臣秘書
  - 12月 国会議員当選
- 1986年
  - 11月 人民行動党執行委員就任
  - 12月 貿易・工業大臣
- 1990年 ゴー・チョクトン政権副首相（ - 2004年）
- 1998年 金融管理局（MAS）長官兼任
- 2001年 財務大臣兼任
- 2004年
  - 8月12日 首相兼財務大臣に就任
  - 12月 人民行動党書記長に就任
- 2007年 12月1日に財務大臣を辞任
- 2024年 5月15日に首相の座をローレンス・ウォンに譲り、上級大臣に就任[1]。
- 2025年4月29日 旭日大綬章受章[2]。

## 家族
- 1978年 - 医師ウォン・ミンヤン（黄名揚）と結婚
  - 1981年 - リー・シューチーが誕生（娘）
  - 1982年 -　リー・イーペンが誕生（息子）
- 1982年 - 黄名揚夫人が死去
- 1985年 現夫人ホー・チン（何晶）と結婚

実弟リー・シェンヤン（李顕楊）は元シンガポール・テレコム総裁。父リー・クアンユーの自宅取り壊しを巡って対立し、シェンヤンは遺言に従って取り壊すべきと主張したがシェンロンは保存を主張。警察当局が遺産の法的手続きに関する虚偽証言の容疑でシェンヤン夫妻に聴取を要請するなど圧力をかけ、欧州に事実上亡命したことを2023年3月8日に明らかにした。かつては兄シェンロンに対抗して大統領選出馬も検討していたが、帰国は困難とされる。
ホー・チン夫人は、政府系投資会社テマセク・ホールディングス（Temasek Holdings）元社長（タイのタクシン・シナワット首相の証券スキャンダル、退任の間接的な要因となったタクシン首相の子息とテマセク・ホールディングの取引が、社長退任の原因との見方がある）。

## 日本との関係
2006年、2015年に北海道に家族旅行で訪れており、2013年には休暇で富士山を訪れたという。
小泉純一郎の靖国神社参拝を、｢地域で日本の占領を経験した国に悪い記憶を思い起こさせる」と批判し、「戦犯をあがめる対象にすべきではない」と語っている。2014年には米ワシントンでの講演で、「日本と近隣諸国は第二次世界大戦から脱却しない限り日中韓の関係は損なわれるばかりだ」と主張。この背景として、日本が従軍慰安婦や侵略の歴史に対して曖昧な立場であることを指摘したうえで、自律的に検証報告する必要性を強調した。同時に、中国、韓国に対して「日本に繰り返し謝罪を求める姿勢は辞めるべきだ」と、戦後70年を迎えるにあたり、より建設的な関係修復を望む旨を話している。
日本の国連安保理常任理事国入りを支持している。